# Waiting on a Friend
Waiting on a Friend är en låt skriven av Mick Jagger och Keith Richards som lanserades av The Rolling Stones 1981. Låten togs med som sista låt på albumet Tattoo You och släpptes även som andra singel från skivan. Den hade påbörjats redan under tidigt 1970-tal, och musiken till den spelades in under inspelningarna av Goats Head Soup 1972-1973. Därför finns Mick Taylors gitarrspel med på låten trots att han lämnade Rolling Stones 1974.
1981 fick låten sin text, och jazzsaxofonisten Sonny Rollins medverkar med ett solo på inspelningen. Texten handlar om stark vänskap. Michael Lindsay-Hogg regisserade en musikvideo till låten där även reggaemusikern Peter Tosh medverkade.
Låten finns med på samlingsalbumen Rewind (1971-1984) (1984) och GRRR! (2012).

## Listplaceringar
- Billboard Hot 100, USA: #13[1]
- UK Singles Chart, Storbritannien: #50[2]
- RPM, Kanada: #10[3]
- Nederländerna: #17[4]